# Uroleberis
Uroleberis is een geslacht van kreeftachtigen uit de klasse van de Ostracoda (mosselkreeftjes).

## Soorten
- Uroleberis (Eouroleberis) marssoni (Bonnema, 1941) Neale & Huang, 1993 †
- Uroleberis (Laceouroleberis) batei (Neale, 1975) Neale & Huang, 1993 †
- Uroleberis armeniaca Neale & Singh, 1985 †
- Uroleberis chamberlaini Sohn, 1970 †
- Uroleberis curta Boukhary & Guernet, 1993 †
- Uroleberis elongata Huang & Zheng in Huang, 1975 †
- Uroleberis glabella Apostolescu, 1961 †
- Uroleberis globosa (Olteanu, 1977) Wanek, Gabos & Nelorian, 1987 †
- Uroleberis globosa Ducasse, 1967 †
- Uroleberis gopurapuramensis Guha & Shukla, 1974 †
- Uroleberis hsiaokan Hu & Tao, 2008
- Uroleberis imparilis Huang, 1975 †
- Uroleberis jnflata Huang, 1975 †
- Uroleberis kyma Ahmad, Neale & Siddiqui, 1991 †
- Uroleberis mazoviensis Szczechura, 1965 †
- Uroleberis nuda Ducasse, 1967 †
- Uroleberis odessensis Scheremeta, 1969 †
- Uroleberis olteanui Wanek, Gabos & Nelorian, 1987 †
- Uroleberis ovata (Al-Furaih, 1984) Neale & Singh, 1988
- Uroleberis ovata Bhandari, 1992 †
- Uroleberis ovata Hu, 1978 †
- Uroleberis parnensis (Apostolescu, 1955) Triebel, 1958 †
- Uroleberis posterocostata Scheremeta, 1969 †
- Uroleberis procera Deltel, 1963 †
- Uroleberis procerula Selesnjova, 1970 †
- Uroleberis pseudodemokrace Hu, 1982 †
- Uroleberis ranikotiana (Latham, 1938) Bold, 1970 †
- Uroleberis reticulata Guha & Shukla, 1974 †
- Uroleberis schoragburensis (Bubikjan, 1958) Neale & Singh, 1988 †
- Uroleberis sinensis Huang, 1975 †
- Uroleberis sohni Khosla & Pant, 1989 †
- Uroleberis striatopunctata Ducasse, 1967 †
- Uroleberis subtrapezida Ducasse, 1967 †
- Uroleberis supplanata (Veen, 1936) Deroo, 1966 †
- Uroleberis teiskotensis Apostolescu, 1961 †
- Uroleberis torquata Bold, 1968 †
- Uroleberis trapezium (Al-Furaih, 1984) Neale & Singh, 1988
- Uroleberis trapezoidea Scheremeta, 1969 †
- Uroleberis triangula Bold, 1968 †
- Uroleberis triebeli Bassiouni & Luger, 1990 †
- Uroleberis uppsalaensis Carbonnel, Alzouma & Dikouma, 1990 †
- Uroleberis vulsa Al-Furaih, 1980 †
- Uroleberis wahati Bassiouni & Luger, 1990 †
- Uroleberis ymchengi (Malz, 1980) Neale & Singh, 1988
- Uroleberis yuquanensis Liu, 1989 †